# 세라 에번스
세라 에번스(Sara Evans, 1971년 2월 5일 ~ )는 미국의 싱어송라이터이다.